# Выдра (БРМ)
Бронированная колёсная машина Воздушно-десантных войск проекта «Выдра» — опытная российская авиадесантная боевая разведывательная машина, созданная на базе многоцелевого грузового автомобиля повышенной проходимости КАМАЗ-43501-ВДВ.
Построен один опытный экземпляр машины, в настоящий момент проходящий испытания.

## История создания
Работы над плавающей авиадесантной бронированной колёсной машиной были начаты Научно-производственным центром специального машиностроения МГТУ им. Н. Э. Баумана и Камским автомобильным заводом в инициативном порядке после личного предложения командующего ВДВ А. П. Колмакова, сделанного в феврале 2006 года в ходе осмотра бронетранспортёра Выстрел К-43269, о создании плавающей модификации последнего для использования в качестве БРДМ; машина должна была иметь возможность парашютного десантирования на существующих платформах, а также сохранить агрегатную унификацию и уровень защищённости Выстрел К-43269.
Первоначально предполагалось, что водохождение машины будет осуществляться вращением колёс, однако ходе согласования задания требования по скорости движения машины на воде были существенно повышены, что обусловило необходимость использования отдельного водоходного движителя. Также были пересмотрены требования по вооружению машины, ранее не предъявлявшиеся — было предложено рассмотреть имеющиеся возможности для размещения на машине комплексов пулемётного и пушечного вооружения. По информации завода-разработчика, задача представлялась крайне сложной, поскольку использование агрегатной базы, заимствованной от многоцелевого грузового автомобиля, накладывало существенные ограничение по общей компоновке машины и усложняла получение приемлемых массо-габаритных размеров. Также сложности вызывала необходимость унификации со стандартной парашютной платформой, доработанной под модификацию для ВДВ автомобиля КАМАЗ-43261.
В конечном счёте НПЦ СМ МГТУ им. Н. Э. Баумана был разработан приемлемый вариант машины на базе автомобиля КАМАЗ-43501-ВДВ, на основе которого на заводе КАМАЗ под руководством директора программы «Специальные автомобили» Р. А. Азаматова был построен опытный образец машины, поступивший на испытания.

## Описание конструкции
БКМ ВДВ представляет собой авиадесантную плавающую колёсную боевую разведывательную машину, созданную на базе узлов и агрегатов авиадесантного грузового автомобиля КАМАЗ-43501-ВДВ и максимально унифицированную с ним и с бронетранспортёром Выстрел К-43269. Машина имеет переднемоторную, полноприводную, капотную автомобильную компоновку; моторно-трансмиссионное отделение располагается в передней части корпуса, отделение управления — в средней, десантное и боевое отделения — в кормовой.
Опытный образец машины не несёт вооружения, однако предусматривается установка комплекса вооружения в башенной установке. Десант имеет возможность ведения огня из личного оружия через амбразуры в бортах (по две на борт) и, возможно, в кормовых дверях корпуса.